# Aéroport d'Aarhus
L'Aéroport d'Aarhus (code IATA : AAR • code OACI : EKAH) est un aéroport desservant la ville d'Aarhus, au Danemark. Il se situe  dans la petite ville de Tirstup, à 35 km d'Aarhus.

## Situation
| \| 100 km1:7 260 000 \| Aalborg Aarhus Billund Bornholm Copenhague Esbjerg Odense Herning Læsø Midtjyllands Roskilde Sønderborg |
| 100 km1:7 260 000 |

## Statistiques
Pour des raisons techniques, il est temporairement impossible d'afficher le graphique qui aurait dû être présenté ici.

Voir la requête brute et les sources sur Wikidata.

## Compagnies et destinations
| Compagnies                  | Destinations |
| --------------------------- | --- |
| Airseven                    | En saison charter : La Canée I.-Daskaloyánnis, Palma de Majorque, Paphos, Prévéza-Aktion, Zante D.-Solomós                                                    |
| Braathens Regional Airlines | Göteborg, Stockholm-Bromma |
| Danish Air Transport        | Copenhague-Kastrup En saison : Rønne-Bornholm |
| KLM                         | Amsterdam |
| Play                        | En saison : Reykjavik-Keflavík |
| Ryanair                     | - Faro, - Gdańsk-L. Wałęsa, - Londres-Stansted, - Malaga-Costa del Sol, - Milan-Malpensa, - Riga En saison : Corfou-I. Kapodístrias, Palma de Majorque, Zadar |
| Scandinavian Airlines       | Copenhague-Kastrup, Oslo-Gardermoen, Stockholm-Arlanda |
| Wizz Air                    | Bucarest-H. Coandă |

Édité le 10/02/2020. Actualisé le 03/02/2023.

Vols cargos
- United Parcel Service opéré par Farnair Switzerland (Malmö).